# Fight On
Albums de  Point Blank
Reloaded
(2007)
Fight On ! est le septième album studio du groupe de rock sudiste Point Blank.
Sorti en septembre 2009, c’est le premier album studio du groupe depuis 1982.

## Titres
| No  | Titre                | Durée |
| --- | -------------------- | ----- |
| 1.  | Down Not Dead        | 3:58  |
| 2.  | Fight On             | 5:07  |
| 3.  | Deep Ellum Women     | 3:53  |
| 4.  | Hit The Bottom       | 4:11  |
| 5.  | Made Of Stone        | 4:57  |
| 6.  | My Soul Cries Out    | 6:30  |
| 7.  | Big White Horse      | 4:41  |
| 8.  | Out Of Darkness      | 5:52  |
| 9.  | Cold Day In Hell     | 5:22  |
| 10. | Undercover Lover     | 5:12  |
| 11. | Short Stack Of Blues | 3:52  |